# نیکولا یرکان
نیکولا یرکان (کرواتی: Nikola Jerkan؛ زادهٔ ۸ دسامبر ۱۹۶۴) یک بازیکن فوتبال اهل کرواسی است.
از باشگاه‌هایی که در آن بازی کرده‌است می‌توان به هایدوک اسپلیت، رویال شارلوا، ناتینگهام فارست، و باشگاه فوتبال راپید وین اشاره کرد.
وی همچنین در تیم ملی فوتبال کرواسی بازی کرده‌است.